# Spaelotis stabulorum
Spaelotis stabulorum là một loài bướm đêm trong họ Noctuidae.